# Héctor Pinto
Héctor Hernán Pinto Lara (* 12. Juni 1951 in Buin) ist ein ehemaliger chilenischer Fußballspieler und späterer -trainer. Der Mittelfeldspieler spielte zehn Mal für die Nationalmannschaft Chiles, für die er ein Tor erzielte. Als Trainer gewann er die chilenische Meisterschaft der Apertura 2004.

## Karriere

### Vereinskarriere
Héctor Pinto spielte in den Jugendmannschaften von Comercio, CSD Colo-Colo und Universidad de Chile, wo er 1970 sein Debüt in der Primera División gab. 1977 kehrte er zu seinem Jugendklub Colo-Colo zurück, wo er zwei Saisons spielte und dann zu Unión Española ging. Dort beendete Pinto 1984 seine Karriere.

### Nationalmannschaftskarriere
Für Chile debütierte Héctor Pinto bei der Copa Carlos Dittborn 1974 gegen Argentinien. Pinto absolvierte bis 1977 zehn Länderspiele, darunter zwei Qualifikationsspiele für die Fußball-Weltmeisterschaft 1978. Sein einziges Länderspieltor gelang Pinto bei der Copa Juan Pinto Durán 1975 gegen Uruguay.

### Trainerkarriere
Nach seinem Rücktritt als Profispieler begann Héctor Pinto seine Karriere als Trainer bei Unión Española, seiner letzten aktiven Karrierestation. Danach trainierte er die Jugendmannschaften von Universidad de Chile. Im Jahr 2000 trainierte Pinto die U23-Nationalmannschaft beim olympischen Qualifikationsturnier, so dass sich Chile für die Olympischen Spiele 2000 in Sydney qualifizierte. Im Folgejahr betreute er die U20 bei der Junioren-Fußballweltmeisterschaft 2001 in Argentinien. Das Team Pintos schied nach nur einem Sieg in der Vorrunde aus.
Im Dezember 2003 unterschrieb Pinto für das Folgejahr bei seinem langjährigen Verein Universidad de Chile, mit denen er in der Apertura 2004 Meister wurde. Im Finale der Play-offs wurde der CD Cobreloa mit 4:2 im Elfmeterschießen besiegt. Bei der Clausura 2005 kam La U unter Pinto erneut ins Finale, scheiterte aber diesmal im Elfmeterschießen an der Universidad Católica. Darauf trat der Coach bei den Azules zurück. Im Jahr 2007 coachte Pinto Unión Española und ging dann als Trainer in die Jugend des mexikanischen Klubs Cruz Azul. Von Mai bis August 2014 coachte Pinto Deportes Iquique. 2017 trainierte der Chilene die Reservemannschaft des chinesischen Klubs Hebei Fortune, wo er eng mit Trainer Manuel Pellegrini zusammenarbeitete.

## Erfolge
Universidad de Chile
- Chilenischer Meister: 2004-A